# Sagay City
 Sagay City ist eine Stadt auf der Insel Negros in der Provinz Negros Occidental. Sie ist eine Stadt der dritten Einkommensklasse in den Philippinen. Die Stadt liegt etwa 84 km von der Provinzhauptstadt Bacolod City in östlicher Richtung entfernt und ist in rund 2 Stunden Fahrzeit von dort erreichbar. Die Reisezeit von Cebu City beträgt ca. vier Stunden, inklusive 1 Stunde Fahrzeit mit der Schnellfähre via Toledo City.

## Geographie
Das Territorium des Stadtgebietes hat die Form eines Kegels, welches Silay den Spritznamen „Eiscremhütchen“ einbrachte. Sie liegt im nördlichsten Zipfel der Insel Negros und ihre Fläche bedeckt ein Gebiet von 33.034 Hektar. Ihre Einwohnerzahl beträgt 146.264 (Zensus 1. August 2015). Die Stadt teilt sich in 25 Barangays ein. Sie grenzt im Norden an die Visayas-See, im Westen an Cadiz City und Silay City, im Osten an Escalante City und die Municipality Toboso, im Süden an Talisay City und die Municipality Calatrava.

## Geschichte
Sagay war ursprünglich bekannt als Siedlung Arguelles, die im Jahr 1860 von den Spaniern Teniente Francisco Rodriguez und Basiliio Cordova in der Mündung des Bulanon River gegründet wurde. Am 11. Juni 1996 wurde die Municipality zur Stadt erhoben; Grundlage hierfür war der Republik Act 8192, welcher am 10. August ratifiziert wurde. Der damalige Präsident Fidel Ramos proklamierte die siebte Großstadt in der Provinz Negros Occidental.

## Sehenswürdigkeiten
Die Kirche im Barangay Vito wurde während der 1850er Jahre errichtet, in ihr steht der Schrein von San Vicente de Ferrer.
Das Sagay City Garden & Living Tree Museum ist eine Landschaftsausstellung mit den verschiedenartigsten Blumen, Büschen und Bäumen. Es befindet sich im Sitio Chloe, welches dem Barangay Rizal zugehörig ist.
Das Museo Sang Bata sa Negros ist ein aktives Kindermuseum, das mit Hilfe von 3-D-Anwendungen das Potenzial der Kinder fördern soll. Es ist die erste Lerneinrichtung dieser Art außerhalb von Metro Manila auf den Philippinen.
Entlang der Küstenlinie wurde das Meeresschutzgebiet Sagay Marine Reserve eingerichtet. Es umfasst ein Gebiet von 320 km² und umfasst das Carbin-Riff, das Panal-Riff und das Macahulom-Riff, die eine erstaunliche Artenvielfalt präsentieren.

## Barangays
| - Andres Bonifacio - Bato - Baviera - Bulanon - Campo Himoga-an - Colonia Divina - Rafaela Barrera - Fabrica - General Luna - Himoga-an Baybay | - Lopez Jaena - Malubon - Makiling - Molocaboc - Old Sagay - Paraiso - Plaridel - Poblacion I (Barangay 1) - Poblacion II (Barangay 2) - Puey | - Rizal - Sewahon I (Campo Santiago) - Taba-ao - Tadlong - Vito |